# Сулименко Анатолій Сергійович
Анатолій Сергійович Сули́менко (нар. 28 квітня 1930, Київ — пом. 1 грудня 1980, Київ) — український радянський театральний критик.

## Біографія
Народився 28 квітня 1930 року в Києві. 1953 року закінчив Київський університет, 1964 року — Київський інститут театрального мистецтва.
У 1953—1970 роках працював у Державному комітеті радіомовлення і телебачення у 1970—1980 роках — в журналі «Український театр».
Помер в Києві 1 грудня 1980 року.

## Творчість
Автор п'єс
- «Матрос Желєзняк» (1970, у співавторстві);
- «Справжні люди» (1975);
- «Фіолетова мрія» (1977).

Театралознавчі праці
- «Кредо актора Тарабаринова» (1972);
- «Уроки Островського» (1972);
- «Олександр Пушкін і наші проблеми» (1974);
- «Класична п'єса і акторська праця» (1976);
- «Думки про сучасного актора» (1976);
- «Вечори української класики» (1977);
- «Його незвичні герої» (1979, про Анатолія Кочергу);
- «Романтика на контурах» (1980) та інші.